# ステファン・アスケナーゼ
ステファン・アスケナーゼ（Stefan Askenase, 1896年7月10日 - 1985年10月18日）はポーランド生まれのベルギーのユダヤ系ピアニスト。マルタ・アルゲリッチや内田光子の師。

## 経歴
生い立ち

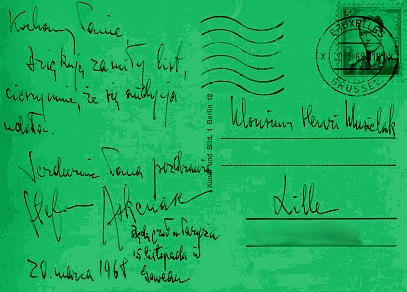
手紙

1896年、オーストリア＝ハンガリー帝国のガリツィア（現ウクライナ領）のレンベルク（現リヴィウ）で生まれた。カロル・ミクリの弟子だった母に5歳からピアノの手ほどきを受けた。フランツ・クサーヴァー・モーツァルト（W・A・モーツァルトの息子）の弟子のクサヴェラ・ザハリャシェヴィチに7歳から師事。次いで、レンベルクのルドヴィク・マレク音楽院の教授にして院長であるテオドール・ポラックに師事した。1913年にウィーンへ移住し、1914年から1915年にかけてフランツ・リストの高弟エミール・フォン・ザウアーに師事した。
第一次世界大戦以降
第一次世界大戦に従軍した後、1919年にウィーンでデビュー。1920年には、ワルシャワの国立フィルハーモニー（Filharmonii Narodowa）でシューマン、ブラームス、ショパンのピアノ協奏曲を弾いてデビューを飾った。批評家のフランツィシェク・ブジェジィンスキは、「完璧なテクニック、的確な暗譜力、驚くべきピアノ・トーンの感覚、華麗な打鍵、そして何よりも並外れた才能と心を打つ解釈──これら全ての要素が、この若きピアニストを従来のヴィルトゥオーゾたちと肩を並べる地位へ一気に押し上げた。将来が極めて有望である」と評した。
ウィーンとワルシャワでの成功の後、オーストリア、ドイツ、フランスで演奏旅行をおこなった。1922年から1925年までカイロ音楽院の教授を務めた。1927年にブリュッセルへ移住し、ブリュッセル王立音楽院で教鞭を取った。
第二次世界大戦後
戦後も1967年までブリュッセル王立音楽院で教鞭をとり、教育活動の傍ら、全欧や北米、アフリカなど世界各地を訪問して演奏旅行を行った。1965年には芸術音楽協会を設立して、ライン河畔ローラントゼックの古い駅舎を改装し、ピエール・フルニエやヘンリク・シェリング、サルバドール・ダリ、そしてアスケナーゼ自身といった芸術家たちのスタジオ会場として使用した。ケルンやボンでは、ピアニストたちのために夏のマスタークラスで教鞭を取る。1955年から1960年まで、ワルシャワのショパン国際コンクールで審査員を務める。1981年には85歳の誕生日を祝し、全欧で85回の演奏会を開いた。
1985年、西ドイツ・ボンで死去。

## レパートリーと評価
D・スカルラッティ、バッハ、ショパン、モーツァルト、ハイドン、ベートーヴェン、シューマン、シューベルト、ブラームス、アルベニスの作品に対する解釈で名高い。